# Velioğlu
Velioğlu ist ein ursprünglich patronymisch gebildeter türkischer Familienname mit der Bedeutung „Sohn (oğlu) des Veli“.

## Namensträger
- Hüseyin Velioğlu (1952–2000), Führer der türkischen oder kurdischen Hizbullah
- Taha Can Velioğlu (* 1994), türkischer Fußballspieler